# Juan Mónaco
Juan Mónaco (* 29. März 1984 in Tandil) ist ein ehemaliger argentinischer Tennisspieler.

## Karriere
Juan Mónaco begann im Alter von sechs Jahren mit dem Tennis. Am 23. Juli 2012 erreichte er mit Rang zehn sein höchstes Ranking in der Weltrangliste. Im Februar 2010 erreichte er zum zweiten Mal das Finale in Viña del Mar, jedoch verlor er auch dieses Finale wie im Jahr 2008. Er unterlag dem Brasilianer Thomaz Bellucci in drei Sätzen mit 2:6, 6:0 und 4:6. Insgesamt gewann Mónaco in seiner Karriere neun Titel im Einzel, zuletzt 2016 in Houston, sowie drei weitere im Doppel. Bis auf drei Titel gewann er alle auf seinem Lieblingsbelag, Sand. Darüber hinaus stand er in weiteren zwölf Einzel- und drei Doppelfinals.
Mónaco spielte von 2004 bis 2016 für die argentinische Davis-Cup-Mannschaft, wo er eine Bilanz von 11:13 vorzuweisen hat.
Am 16. Mai 2017 gab Mónaco seinen Rücktritt bekannt, nachdem er in der laufenden Saison lediglich bei drei Turnieren angetreten und jeweils an der Auftakthürde gescheitert war.

## Erfolge
| Legende (Anzahl der Siege)                           |
| Grand Slam                                           |
| ATP World Tour Finals                                |
| ATP World Tour Masters 1000                          |
| ATP International Series Gold ATP World Tour 500 (2) |
| ATP International Series ATP World Tour 250 (10)     |

| Titel nach Belag |
| Hartplatz (3)    |
| Sand (9)         |
| Rasen (0)        |

### Einzel

#### Turniersiege
| Nr. | Datum              | Turnier      | Belag         | Finalgegner      | Ergebnis       |
| --- | ------------------ | ------------ | ------------- | ---------------- | -------------- |
| 1.  | 25. Februar 2007   | Buenos Aires | Sand          | Alessio di Mauro | 6:1, 6:2       |
| 2.  | 26. Mai 2007       | Pörtschach   | Sand          | Gaël Monfils     | 7:63, 6:0      |
| 3.  | 29. Juli 2007      | Kitzbühel    | Sand          | Potito Starace   | 5:7, 6:3, 6:4  |
| 4.  | 5. Februar 2012    | Viña del Mar | Sand          | Carlos Berlocq   | 6:3, 6:71, 6:1 |
| 5.  | 15. April 2012     | Houston (1)  | Sand          | John Isner       | 6:2, 3:6, 6:3  |
| 6.  | 22. Juli 2012      | Hamburg      | Sand          | Tommy Haas       | 7:5, 6:4       |
| 7.  | 30. September 2012 | Kuala Lumpur | Hartplatz (i) | Julien Benneteau | 7:5, 4:6, 6:3  |
| 8.  | 25. Mai 2013       | Düsseldorf   | Sand          | Jarkko Nieminen  | 6:4, 6:3       |
| 9.  | 10. April 2016     | Houston (2)  | Sand          | Jack Sock        | 3:6, 6:3, 7:5  |

#### Finalteilnahmen
| Nr. | Datum              | Turnier           | Belag         | Finalgegner       | Ergebnis       |
| --- | ------------------ | ----------------- | ------------- | ----------------- | -------------- |
| 1.  | 10. April 2005     | Casablanca        | Sand          | Mariano Puerta    | 4:6, 1:6       |
| 2.  | 3. Februar 2008    | Viña del Mar      | Sand          | Fernando González | walkover       |
| 3.  | 24. Mai 2008       | Pörtschach        | Sand          | Nikolai Dawydenko | 2:6, 6:2, 2:6  |
| 4.  | 22. Februar 2009   | Buenos Aires (1)  | Sand          | Tommy Robredo     | 5:7, 6:2, 6:75 |
| 5.  | 19. Juli 2009      | Båstad            | Sand          | Robin Söderling   | 3:6, 6:74      |
| 6.  | 27. September 2009 | Bukarest          | Sand          | Albert Montañés   | 6:72, 6:76     |
| 7.  | 7. Februar 2010    | Santiago de Chile | Sand          | Thomaz Bellucci   | 2:6, 6:0, 4:6  |
| 8.  | 6. November 2011   | Valencia          | Hartplatz (i) | Marcel Granollers | 2:6, 6:4, 6:73 |
| 9.  | 15. Juli 2012      | Stuttgart         | Sand          | Janko Tipsarević  | 4:6, 7:5, 3:6  |
| 10. | 3. August 2013     | Kitzbühel         | Sand          | Marcel Granollers | 6:0, 6:73, 4:6 |
| 11. | 27. Juli 2014      | Gstaad            | Sand          | Pablo Andújar     | 3:6, 5:7       |
| 12. | 1. März 2015       | Buenos Aires (2)  | Sand          | Rafael Nadal      | 4:6, 1:6       |

### Doppel

#### Turniersiege
| Nr. | Datum           | Turnier  | Belag     | Partner         | Finalgegner                  | Ergebnis         |
| --- | --------------- | -------- | --------- | --------------- | ---------------------------- | ---------------- |
| 1.  | 11. Januar 2008 | Auckland | Hartplatz | Luis Horna      | Xavier Malisse Jürgen Melzer | 6:4, 3:6, [10:7] |
| 2.  | 19. April 2008  | Valencia | Sand      | Máximo González | Travis Parrott Filip Polášek | 7:5, 7:5         |
| 3.  | 9. Januar 2015  | Doha     | Hartplatz | Rafael Nadal    | Julian Knowle Philipp Oswald | 6:3, 6:4         |

#### Finalteilnahmen
| Nr. | Datum            | Turnier          | Belag | Partner          | Finalgegner                     | Ergebnis        |
| --- | ---------------- | ---------------- | ----- | ---------------- | ------------------------------- | --------------- |
| 1.  | 3. Februar 2008  | Viña del Mar (1) | Sand  | Máximo González  | José Acasuso Sebastián Prieto   | 3:6, 0:3, Aufg. |
| 2.  | 14. Februar 2009 | Costa do Sauípe  | Sand  | Lucas Arnold Ker | Marcel Granollers Tommy Robredo | 4:6, 5:7        |
| 3.  | 10. Februar 2013 | Viña del Mar (2) | Sand  | Rafael Nadal     | Paolo Lorenzi Potito Starace    | 2:6, 4:6        |